# Bisalpur
Bisalpur es una ciudad y municipio situada en el distrito de Pilibhit en el estado de Uttar Pradesh (India). Su población es de 73551 habitantes (2011). 

## Demografía
Según el censo de 2011 la población de Bisalpur era de 73551 habitantes, de los cuales 38858 eran hombres y 34693 eran mujeres. Bisalpur tiene una tasa media de alfabetización del 61,65%, inferior a la media estatal del 67,68%: la alfabetización masculina es del 68,96%, y la alfabetización femenina del 53,43%.